# أتسوشي زايزن
أتسوشي زايزن (باليابانية: 財前淳) هو لاعب كرة قدم ياباني في مركز الوسط، ولد في 26 يونيو 1999 في فوكوكا في اليابان. لعب مع نادي كيوتو سانغا.

## وصلات خارجية
- أتسوشي زايزن على موقع قاعدة بيانات كرة القدم.إي يو (الإنجليزية)
- أتسوشي زايزن على موقع Soccerway.com (الإنجليزية)
- أتسوشي زايزن على موقع عالم كرة القدم.نت (الإنجليزية)